# 富田みつ美

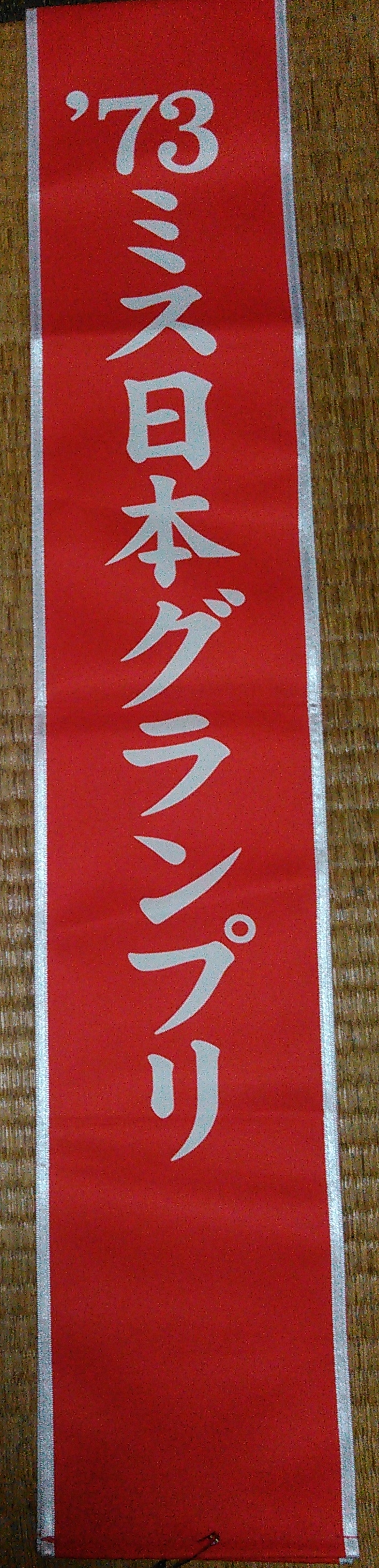
長谷川（現・富田）みつ美が「1973年度ミス日本グランプリ」を受賞した時に贈られたたすき（レプリカで再現した物）

富田 みつ美（とみた みつみ、旧姓：長谷川、1951年5月18日 - 2021年11月6日）は、東京都出身の日本の元タレント、元ニュースキャスター、元エッセイスト、元作詞家。1973年度ミス日本グランプリ受賞者。

## 略歴
1973年、成城大学在学中にミス日本グランプリを受賞。その後TBSテレビ（当時は東京放送テレビ局）で全国放送された「モーニングジャンボおはよう地球さん」、「おはよう720」、「おはよう700」で今日のフィールドキャスターに相当するレポーターとして「パスポート」シリーズ、「キャラバン」シリーズで活躍し、全世界87か国を巡る。番組内では「みみ」の愛称で親しまれ、のちにこれらの経験談が「みみの遠い国へのぱすぽーと」（毎日新聞社、1976年）などの著書にまとめられた。この他、テレビ山口で、自らの冠番組「みつ美のサタデー6」を担当した。
31歳の時にセミナーに出席したことをきっかけとして、アメリカ合衆国へ企業留学し、心理学、精神分析学、行動科学などを学び、心理療法士他の資格を得る（国内資格は保有していない）。その後は各地での講演会、セラピストの活動を中心に活躍している。 また、1980年ころよりは自己啓発セミナーのトレーナー職に転じ、1991年9月15日放送の「JNN報道特集」で「フォーエバー・クリエーション」でトレーナーを務める様子が取材され報道された。
2015年、日本テレビ特番「明石家さんまの転職DE天職第4弾」の「ミス日本特集」にて、インタビュー出演をした。
2021年11月6日、膵臓癌の腸への転移より起こった腸閉塞により逝去。70歳没。

## その他著書
- 「おはよう700・キャラバンII」（TBSブリタニカ　JNN取材班との共著、1977年）
- 『みみの7:00発地球蒼春便』青い麦舎、1978年3月6日。

## 作詞
- 「シルバージャガー」/「兵士の子守歌」（ピーカブー 特撮テレビドラマ主題歌=非放送）
- 「はずみで抱いて」（しばたはつみ　「A woman in a man's world」の訳詞）
- 「雨もよう」（トランザム）
- 「セクシーベイブ」（堤大二郎）
- 「スターダスト・レディー」（自身歌唱）[5]
- 「Mary Brown」（クリスタルキング）(訳詞)
- 「SA-SE-BO」（クリスタルキング）